# Älichan Bökeichan

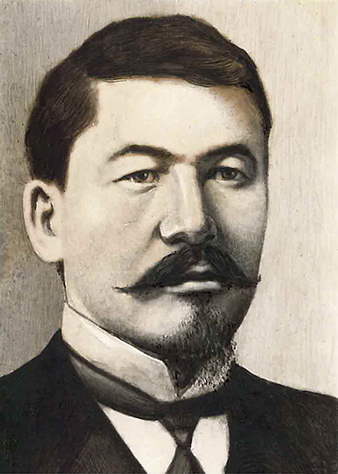
Älichan Bökeichan

Älichan Nurmuchameduly Bökeichan (kasachisch Әлихан Нұрмұхамедұлы Бөкейхан Älihan Nūrmūhamedūly Bökeihan, russisch Алихан Нурмухамедович Букейханов Alichan Nurmuchamedowitsch Bukeichanow; * 5. März 1866 im Bezirk Karkaraly, Oblast Semipalatinsk, Russisches Kaiserreich; † 27. September 1937 in Moskau) war ein kasachischer Politiker und Publizist.

## Leben

### Frühe Jahre
Älichan Bökeichan wurde 1866 im Bezirk Karkaraly in der Oblast Semipalatinsk im Russischen Kaiserreich als ältestes von fünf Kindern geboren. Er und seine Familie waren Fürstennachkommen der Bökey-Horde. Von seinem Vater wurde er zuerst auf eine Madrasa geschickt, kurze Zeit später besuchte er jedoch die russisch-kasachische Schule in Karkaraly. Er machte 1890 einen Abschluss an der Technischen Schule in Omsk und studierte später am Forstwirtschaftlichen Institut in Sankt Petersburg. Dort beteiligte er sich auch aktiv an politischen, literarischen und wirtschaftlichen Aktivitäten und begann über die Lage der kasachischen Bevölkerung in seiner Heimat nachzudenken. Er kam zu dem Schluss, dass sein Volk Wissen und Kultur brauche, um sich von der russischen Hegemonie befreien zu können. Er setzte sich zum Ziel, die Bildung und Kultur der Menschen zu verbessern und dadurch ihre Lebensbedingungen zu steigern.

### Politische Aktivitäten
Nach seinem Abschluss kehrte Bökeichan nach Omsk zurück. Er knüpfte hier enge Beziehungen zu politisch Gleichgesinnten und begann sich aktiv an der sozialen und politischen Arbeit zu beteiligen. 1905 trat er der Konstitutionell-Demokratischen Partei bei. Er organisierte eine kleine Gruppe von Unterstützern der Partei unter kasachischen Intellektuellen. Die Zeit in Omsk war besonders ausschlaggebend für die Ausbildung seiner politischen Ansichten, so gehörte er zu den Anhängern einer progressiven und panturkischen Bewegung, die die Zukunft der kirgisischen Steppe nicht mehr unter russischer Herrschaft sah und zugleich eine westliche Kultur verwirklichen wollte.
Ende 1905 wollte Bökeichan auf einem Parteikongress einen kirgisischen Ableger der Konstitutionell-Demokratischen Partei gründen, scheiterte aber mit diesem Versuch. Im Januar 1906 wurde er als Führer der kirgisischen politischen Bewegung verhaftet und erst Ende April wieder aus der Haft entlassen. Im Juni 1906 kam er nach Semipalatinsk, wo er als Abgeordneter der Region in die erste Staatsduma gewählt wurde. Er erreichte Sankt Petersburg aber erst, nachdem die Duma durch den Zaren bereits wieder aufgelöst worden war. Er gehörte schließlich zu den Unterzeichnern des Wyborger Manifestes, in dem zum Widerstand gegen die Regierung von Zar Nikolaus II. aufgerufen wurde. Daraufhin wurde er erneut verhaftet und befand sich bis 1917 im Exil in Samara. Zwischen 1913 und 1918 gab er zusammen mit Achmet Baitursynuly und Mirschaqyp Dulatuly die Wochenzeitung Qazaq heraus. Darin veröffentlichte er Artikel, in denen er die Leser mit russischer und europäischer Geschichte, Kultur und Literatur konfrontierte.

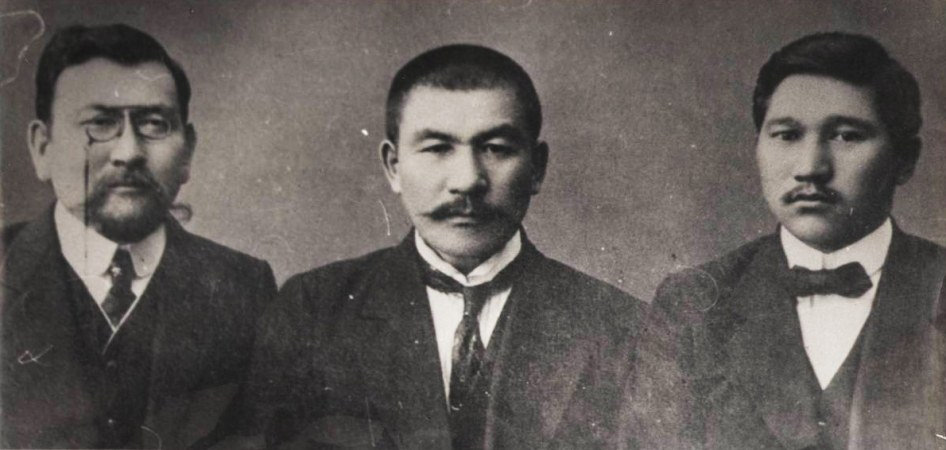
Achmet Baitursynuly, Älichan Bökeichan und Mirschaqyp Dulatuly, 1913

Nach der russischen Februarrevolution 1917 kam es zu Differenzen zwischen Bökeichan und seinen Parteigenossen der Konstitutionell-Demokratischen Partei. So fand er bei seiner zentralen Forderung, der Autonomie des kasachischen Volkes, und auch bei anderen politischen Forderungen keine Unterstützung mehr. Die Partei selbst trat dafür ein, das Russische Reich in seinen bestehenden Grenzen zu bewahren. Er trat schließlich wenig später aus ihr aus. Im Juli 1917 fand der erste Allkirgisische Muslim-Kongress in Orenburg statt, auf dem die Schaffung eines autonomen kasachischen Nationalstaates innerhalb des Reiches gefordert wurde. Bökeichan war auch eines der einflussreichsten Mitglieder und Vorsitzender der Alasch-Partei. Im Dezember 1917 wurde auf dem zweiten Allkirgisischen Muslim-Kongress die Alasch Orda (Kirgisische Autonomie) ausgerufen. Als Vorsitzender der Alasch Orda war Bökeichan deren Regierungschef.
Nach der Niederlage gegen die Rote Armee im Russischen Bürgerkrieg begann die Alasch Orda zu zerfallen. Nach einer Reihe von Verhandlungen waren die Führer der Alasch Orda gezwungen, die Macht der Bolschewiki anzuerkennen und Bökeichan musste seine politischen Aktivitäten aufgeben.

### Späte Jahre und Tod
Nachdem sich Bökeichan politisch nicht mehr betätigen durfte, setzte er sich nun mit dem kulturellen Bereich auseinander. Er begann sich kritisch mit dem Marxismus und Sozialismus auseinanderzusetzen. Diese Tätigkeit wurde aber als oppositionell betrachtet, ihm wurde ein konterrevolutionärer Kampf gegen die Sowjetmacht vorgeworfen. So wurde er auch in den 1920er Jahren zweimal festgenommen. Die Bolschewiki fürchteten den Einfluss, den Bökeichan auf die Menschen ausübte und verboten ihm so sämtliche Reisen in seine kasachische Heimat. Er wurde unter Hausarrest gestellt und lebte zehn Jahre lang in Moskau. Er empfing jedoch immer wieder Besuch von bedeutenden kasachischen Persönlichkeiten und bestärkte seine Anhänger darin, sich in den Bereichen der Literatur und Wissenschaften zu betätigen. Am 26. Juli 1937 wurde er erneut von Offiziellen des NKWD verhaftet und wegen seiner Tätigkeiten in der Alasch-Autonomie befragt. Am 27. September wurde er zum Tode verurteilt und noch am selben Tag hingerichtet.